# Acontium cylatium
Acontium cylatium es una especie de hongo filamentoso acidófilo que puede vivir en condiciones extremas. Pueden crecer con pH de 0. Se sabe que tales valores de pH bajos dañan macromoléculas celulares críticas, tales como lípidos, ADN y proteínas. Para evitar este problema, los acidófilos no permiten que su pH intracelular sea tan bajo como su entorno. Se ha encontrado que su pH intracelular es en promedio entre 2 y 5 unidades de pH por encima del pH externo. El pH intracelular que se ha documentado es de 4,7. Los acidófilos mantienen su pH intracelular al tener membranas que son menos permeables a los iones de hidrógeno o al mantener un potencial de agua positivo dentro de la célula, que mantiene un gradiente de iones de hidrógeno a través de su membrana.